# 宗方俊彦
宗方 俊遃（むねかた としゆき、1933年3月7日 - 2018年9月19日）は、日本の教育者。元都立高等学校生物学の教員、教頭、学校長を歴任。

## 人物

### 生い立ち
1933年（昭和8年）東京府東京市生まれ。東京都立新宿高等学校を経て、東京教育大学理学部植物学科卒業。

### 教員として
大学卒業後、東京都教育委員会に高等学校教員として採用される。初赴任は東京都立日本橋高等学校であった。
1965年（昭和40年）戦後初の公立全寮制高校、東京都立秋川高等学校設立時から教諭、教頭、学校長として、また同校の寮、玉成寮において舎監、主任舎監、舎監長として生活指導にも携わり、通算26年同校に勤務した。1993年（平成5年）秋川高校の校長をもって定年退職。
秋川高校在任中、宗方と図書館司書、図書委員が中心となり、多摩の寺院、文化の研究を行い、秋川高校図書館の図書館報増刊として郷土資料を発行した。

### 定年退職後
定年後は桜の巨樹・古木を訪ねる旅を続け、その数は1,200本を超えるという。また、顕微鏡写真も得意とする。趣味は篆刻。
2012年（平成24年）教育功労者として、春の叙勲で瑞宝小綬章を受章した。

## 来歴
- 1933年（昭和 8年）- 東京府東京市に生まれる[注釈 1]。
- 1949年（昭和24年）- 東京都立新宿高等学校へ入学。
- 1952年（昭和27年）- 東京教育大学へ入学。学部は理学部植物学科。
- 1957年（昭和32年）- 東京都立日本橋高等学校教諭に就任。
- 1965年（昭和40年）- 東京都立秋川高等学校教諭及び玉成寮舎監に就任。
- 1965年（昭和40年）- 秋川高校の校樹「メタセコイア」植樹を監修。
- 1977年（昭和52年）- 秋川高校図書館館長に就任。
- 1980年（昭和55年）- 秋川高校教頭及び玉成寮舎監長に就任。
- 1985年（昭和60年）- 東京都立上野高等学校教頭に就任
- 1987年（昭和62年）- 秋川高校校長に就任。
- 1993年（平成 5年）- 秋川高校校長を定年により退任。
- 2012年（平成24年）4月29日 - 瑞宝小綬章を受章[2]。

## 著書

### 教育
- 『まだ生きてる本音の教育―全寮制都立秋川高校』山水社、1984年12月1日。ISBN 9784915607059。

### 自然科学
- 『木の芽の冬ごし』岩崎書店〈カラー版自然と科学 1〉、1981年6月30日。ISBN 9784265942015。
- 『カキの木の一年』岩崎書店〈カラー版自然と科学 28〉、1983年4月10日。ISBN 9784265942282。
- 『イチョウの木』岩崎書店〈カラー版 自然と科学 55〉、1986年4月10日。ISBN 9784265942558。
- 『古木の桜はなにを見てきたか―老いてなお華麗に生きるいのちの美を求めて』河出書房新社、2003年3月1日。ISBN 9784309251677。

## 役職

### 元職
- 全国高等学校写真連盟理事長
- 東京都高等学校文化連盟会長
- 文化庁国民文化祭企画委員
- 社会福祉法人聖明福祉協会理事[3]